# Riders to the Sea (toneelstuk)
Riders to the Sea is een toneelstuk van de Ierse dramaturg John Millington Synge, geschreven in 1902 en voor het eerst opgevoerd in Dublin op 25 februari 1904. Het stuk is een korte eenakter en was het tweede stuk van Synge dat werd opgevoerd.

## Ontstaansgeschiedenis
Synge schreef Riders to the Sea terwijl hij aan de Sorbonne Oudiers studeerde, na zijn vierde bezoek aan de Araneilanden in 1900. Hij bracht zijn vakanties bij voorkeur op Inis Meáin door, alwaar hij het lokale dialect leerde en de folklore bestudeerde. William Butler Yeats moedigde hem aan in zijn inspanningen om het landelijke Ierse leven in zijn werk vorm te geven, en het was ook met Yeats’ ondersteuning dat zijn toneelstuk door de Irish National Theatre Society werd opgevoerd. In maart 1904 werd Riders to the Sea tevens in Londen opgevoerd.

## Samenvatting
De oude vrouw Maurya woont in een eenvoudig huisje op Inis Meáin met haar dochters Cathleen en Nora en haar enige overgebleven zoon Bartley, nadat haar andere vijf zonen in zee verdronken zijn. Cathleen en Nora hebben een bundel met aangespoelde flarden van kleren gevonden, die ze voor hun moeder verbergen; ze zijn er vrij zeker van dat dit de kleding van hun broer Michael is, die reeds negen dagen vermist is. Bartley wil naar de paardenmarkt in Connemara op het vasteland om een grijze pony te verkopen; hij moet zich echter haasten om de boot te halen. Maurya voelt dat het noodlot haar boven het hoofd hangt en wil Bartley aanvankelijk haar zegen niet geven. Uiteindelijk strompelt ze hem achterna naar de pier. Tijdens moeders afwezigheid inspecteren Cathleen en Nora de bundel met kleren: het lijdt geen twijfel dat die van Michael waren, die bijgevolg vrijwel zeker verdronken is.
Maurya keert verslagen terug. Ze is niet staat geweest Bartley haar zegen te geven, want ze heeft de geest van Michael gezien, die op de grijze pony reed: een bijzonder onheilspellend voorteken. Cathleen en Nora tonen haar de bundel met kleerfragmenten. Even later wordt het lijk van Bartley op een plank naar binnen gedragen: toen hij langs de kust reed, werd hij door een vloedgolf gegrepen. Alle zes de zonen van Maurya zijn nu dood. Vrouwen en mannen betreden het huis en heffen een klaaglied aan; zij verworden tot een koor als in een Griekse tragedie. Maurya berust in haar lot en legt Michaels kleren op het dode lichaam van Bartley.

## Kenmerken
Synge besteedde grote aandacht aan het taalgebruik in zijn stuk: hij gebruikt vele Ierse zinsconstructies die voor Engelstaligen onidiomatisch klinken, en laat zijn personages met een prosodie spreken die aan traditionele Ierse gezangen herinnert. Voor de acteurs was dit een uitdaging.
NORA: And it’s destroyed he’ll be going till dark night, and he after eating nothing since the sun went up.

CATHLEEN: It’s destroyed he’ll be, surely. There’s no sense left on any person in a house where an old woman will be talking forever.
Nora zegt dat Bartley honger zal hebben, daar hij de hele dag niets gegeten heeft. De constructie ‘het is x dat y is’, is ontleend aan de Ierse grammatica, evenals de formule ‘x is achter y’ om de voltooid tegenwoordige tijd uit te drukken. Cathleen herhaalt de zin die Nora uitsprak in plaats van met ‘ja’ te antwoorden, een tussenwerpsel dat het Iers niet kent. Het dubbelzinnige destroyed, dat in Ierland ‘op van de honger’ kan betekenen, fungeert hier als een voorafkondiging van Bartleys onafwendbare dood.